# Hypozetes stellifer
Hypozetes stellifer – gatunek roztoczy z podrzedu mechowców i rodziny Austrachipteriidae.
Gatunek ten został opisany w 2010 roku przez Sándora Mahunkę i Luise Mahunkę-Papp.
Mechowiec o ciele długości 452–471 μm i szerokości 351–365 μm. Rostrum ma z zaokrąglonym wierzchołkiem środkowym i parą ząbków bocznych. Lamelle ma szerokie, skośnie ścięte na dystalnych końcach, połączone krótką listewką z wąską translamellą. Szczecinki lamellarne są długie, wyraźnie orzęsione, osadzone w miejscu zakrytym krawędzią notogastra. Miejsca osadzenia bardzo długich i delikatnie owłosionych szczecinek intarlamellarnych przykrywa tektum. Notogaster zaopatrzony jest w wąskie pteromorfy, 10 par szczecinek notogastralnych i 4 pary gwiazdkowatych sacculi. Rejon anogenitalny wyposażony jest w 6 par szczecinek genitalnych, 1 parę aggenitalnych, 2 pary analnych i 3 pary adanalnych. Wszystkie odnóża są trójpalczaste.
Roztocz znany tylko z Kenii, z okolic Nairobi, gdzie zasiedla fragment lasu pierwotnego.